# Libellago adami
Libellago adami là loài chuồn chuồn trong họ Chlorocyphidae. Loài này được Fraser mô tả khoa học đầu tiên năm 1939.